# Ice Star de 2016
Ice Star de 2016 foi a quinta edição do Ice Star, um evento anual de patinação artística no gelo. A competição foi disputada entre os dias 18 de novembro e 20 de novembro, na cidade de Minsk, Bielorrússia.

## Eventos
- Individual masculino (sênior, júnior e noviço avançado)
- Individual feminino (sênior, júnior e noviço avançado)
- Dança no gelo (sênior, júnior e noviço avançado)

## Medalhistas
| Evento                        | Ouro                                            | Prata                                        | Bronze                                        |
| Sênior                        |                                                 |                                              |                                               |
| Individual masculino detalhes | Ivan Pavlov · Ucrânia                           | Irakli Maysuradze · Geórgia                  | Larry Loupolover · Azerbaijão                 |
| Individual feminino detalhes  | Anna Khnychenkova · Ucrânia                     | Evgeniia Ivankova · Rússia                   | Kim Sena · Coreia do Sul                      |
| Dança no gelo detalhes        | Oleksandra Nazarova · Maxim Nikitin · Ucrânia   | Alisa Agafonova · Alper Uçar · Turquia       | Sofia Evdokimova · Egor Bazin · Rússia        |
| Júnior                        |                                                 |                                              |                                               |
| Individual masculino          | Artem Kovalev · Rússia                          | Gabriel Folkesson · Suécia                   | Nika Egadze · Geórgia                         |
| Individual feminino           | Lee Hyun-Soo · Coreia do Sul                    | Ko Eun-Bi · Coreia do Sul                    | Jeon Su-Been · Coreia do Sul                  |
| Dança no gelo                 | Anastasia Shpilevaya · Grigory Smirnov · Rússia | Arina Ushakova · Maxim Nekrasov · Rússia     | Polina Velikanova · Dmitriy Kotlov · Rússia   |
| Noviço avançado               |                                                 |                                              |                                               |
| Individual masculino          | Jonathan Egyptson · Suécia                      | Mikalay Kazlou · Bielorrússia                | Nikita Kaledin · Rússia                       |
| Individual feminino           | Anastasia Arkhipova · Ucrânia                   | Mariya Smirnova · Rússia                     | Elizaveta Malinouskaya · Bielorrússia         |
| Dança no gelo                 | Elena Mamchenkova · Stepan Rublev · Rússia      | Ekaterina Andreeva · Ivan Desyatov · Rússia  | Alexandra Lyubimova · Fedor Varlamov · Rússia |
| Noviço básico                 |                                                 |                                              |                                               |
| Dança no gelo                 | Olga Mamchenkova · Mark Volkov · Rússia         | Sofiia Kachushkina · Egor Goncharov · Rússia | Taisia Petrova · Vladislav Grishin · Rússia   |

## Resultados

### Sênior

#### Individual masculino
| Pos.              | Nome                | Nacionalidade | Pontos | PC         | PL         |
| ----------------- | ------------------- | ------------- | ------ | ---------- | ---------- |
| Medalha de ouro   | Ivan Pavlov         | Ucrânia       | 221.07 | 77.21 (1)  | 143.86 (1) |
| Medalha de prata  | Irakli Maisuradze   | Geórgia       | 200.73 | 66.68 (2)  | 134.05 (2) |
| Medalha de bronze | Larry Loupolover    | Azerbaijão    | 195.09 | 61.79 (7)  | 133.30 (3) |
| 4                 | Murad Kurbanov      | Rússia        | 193.06 | 63.04 (6)  | 130.02 (4) |
| 5                 | Nicholas Vrdoljak   | Croácia       | 191.73 | 63.56 (4)  | 128.17 (6) |
| 6                 | Egor Murashov       | Rússia        | 187.21 | 58.73 (8)  | 128.48 (5) |
| 7                 | June Hyoung Lee     | Coreia do Sul | 182.39 | 63.30 (5)  | 119.09 (7) |
| 8                 | Anton Karpuk        | Bielorrússia  | 167.47 | 55.78 (9)  | 111.69 (8) |
| 9                 | Marcus Bjork        | Suécia        | 159.36 | 49.07 (10) | 110.29 (9) |
| 10                | Evgenii Vlasov      | Rússia        | 158.68 | 63.57 (3)  | 95.11 (11) |
| 11                | Nicky Leo Obreykov  | Bulgária      | 146.31 | 46.94 (11) | 99.37 (10) |
| WD                | Aliaksei Mialiokhin | Bielorrússia  | —      | 43.40 (12) | — (WD)     |

#### Individual feminino
| Pos.              | Nome               | Nacionalidade | Pontos | PC         | PL         |
| ----------------- | ------------------ | ------------- | ------ | ---------- | ---------- |
| Medalha de ouro   | Anna Khnychenkova  | Ucrânia       | 161.67 | 56.98 (1)  | 104.69 (1) |
| Medalha de prata  | Evgeniia Ivankova  | Rússia        | 154.24 | 53.18 (2)  | 101.06 (2) |
| Medalha de bronze | Kim Sena           | Coreia do Sul | 147.50 | 52.34 (3)  | 95.16 (4)  |
| 4                 | Isadora Williams   | Brasil        | 146.05 | 46.53 (5)  | 99.52 (3)  |
| 5                 | Kim Hae-jin        | Coreia do Sul | 139.95 | 52.03 (4)  | 87.92 (5)  |
| 6                 | Janina Makeenka    | Bielorrússia  | 116.07 | 45.66 (6)  | 70.41 (6)  |
| 7                 | Daria Gozhva       | Ucrânia       | 111.24 | 41.30 (7)  | 69.94 (7)  |
| 8                 | Alina Suponenka    | Bielorrússia  | 99.27  | 33.97 (10) | 65.30 (8)  |
| 9                 | Deimantė Kizalaitė | Lituânia      | 96.65  | 37.60 (8)  | 59.05 (9)  |
| 10                | Alisa Panchenko    | Ucrânia       | 94.24  | 36.08 (9)  | 58.16 (10) |
| 11                | Hanna Miarzlikina  | Bielorrússia  | 88.86  | 32.91 (11) | 55.95 (11) |

#### Dança no gelo
| Pos.              | Nome                                       | Nacionalidade    | Pontos | DC         | DL         |
| ----------------- | ------------------------------------------ | ---------------- | ------ | ---------- | ---------- |
| Medalha de ouro   | Alexandra Nazarova / Maxim Nikitin         | Ucrânia          | 163.40 | 64.58 (1)  | 98.82 (1)  |
| Medalha de prata  | Alisa Agafonova / Alper Uсar               | Turquia          | 155.94 | 62.88 (2)  | 93.06 (2)  |
| Medalha de bronze | Sofia Evdokimova / Alper Uçar              | Rússia           | 150.76 | 60.42 (3)  | 90.34 (5)  |
| 4                 | Varvara Ogloblina / Mikhail Zhirnov        | Azerbaijão       | 150.38 | 59.50 (4)  | 90.88 (3)  |
| 5                 | Viktoria Kavaliova / Yurii Bieliaiev       | Bielorrússia     | 146.08 | 55.70 (6)  | 90.38 (4)  |
| 6                 | Nicole Kuzmich / Alexandr Sinicyn          | República Tcheca | 140.54 | 54.64 (7)  | 85.90 (6)  |
| 7                 | Tatiana Kozmava / Oleksii Shumskyi         | Geórgia          | 139.70 | 57.12 (5)  | 82.58 (7)  |
| 8                 | Anastasiya Galeta / Avidan Brown           | Azerbaijão       | 135.30 | 53.18 (8)  | 82.12 (8)  |
| 9                 | Jennifer Urban / Benjamin Steffan          | Alemanha         | 131.82 | 52.20 (9)  | 79.62 (9)  |
| 10                | Ekaterina Fedyushchenko / Lucas Kitteridge | Reino Unido      | 128.22 | 50.76 (10) | 77.46 (10) |
| 11                | Yulia Zhata / Yan Lukouski                 | Ucrânia          | 117.98 | 47.58 (11) | 70.40 (11) |
| 12                | Vera Gorodetskaya / Mark Nechiporenko      | Ucrânia          | 112.30 | 43.84 (12) | 68.46 (12) |
| 13                | India Nette / Patrick Addrley              | Austrália        | 101.00 | 38.68 (13) | 62.32 (13) |

## Quadro de medalhas
Sênior
| Ordem | País          | Medalha de ouro | Medalha de prata | Medalha de bronze |   | Ordem por total |
| ----- | ------------- | --------------- | ---------------- | ----------------- | - | --------------- |
| 1     | Ucrânia       | 3               |                  |                   | 3 | 1               |
| 2     | Rússia        |                 | 1                | 1                 | 2 | 2               |
| 3     | Geórgia       |                 | 1                |                   | 1 | 3               |
| 3     | Turquia       |                 | 1                |                   | 1 | 3               |
| 5     | Azerbaijão    |                 |                  | 1                 | 1 | 3               |
| 5     | Coreia do Sul |                 |                  | 1                 | 1 | 3               |
| TOTAL | TOTAL         | 3               | 3                | 3                 | 9 | —               |

Geral
| Ordem | País          | Medalha de ouro | Medalha de prata | Medalha de bronze |    | Ordem por total |
| ----- | ------------- | --------------- | ---------------- | ----------------- | -- | --------------- |
| 1     | Rússia        | 4               | 5                | 5                 | 14 | 1               |
| 2     | Ucrânia       | 4               |                  |                   | 4  | 2               |
| 3     | Coreia do Sul | 1               | 1                | 2                 | 4  | 2               |
| 4     | Suécia        | 1               | 1                |                   | 2  | 4               |
| 5     | Bielorrússia  |                 | 1                | 1                 | 2  | 4               |
| 5     | Geórgia       |                 | 1                | 1                 | 2  | 4               |
| 7     | Turquia       |                 | 1                |                   | 1  | 7               |
| 8     | Azerbaijão    |                 |                  | 1                 | 1  | 7               |
| TOTAL | TOTAL         | 10              | 10               | 10                | 30 | —               |